# Microsoft Azure
Microsoft Azure Platform (voorheen: Windows Azure Platform) is een cloudcomputingplatform van Microsoft waarmee een aantal internetdiensten aangeboden kan worden via het internet of binnen de omgeving van het eigen bedrijf. Microsoft wil hiermee de concurrentie aangaan met andere cloudsystemen die software as a service (SaaS) aanbieden, zoals Google Compute Engine van Google en EC2 van Amazon. Deze software hoeft niet geïnstalleerd te worden op de computer van de gebruiker, alles gebeurt via het web; aan de server-kant. Ook toegang tot bestanden en mappen gebeurt via een web-interface, er zijn APIs beschikbaar of er is toegang mogelijk middels andere protocollen, zoals: FTP, SFTP en SSH. Het Azure Services Platform gebruikt een aangepast besturingssysteem, genaamd Microsoft Azure, om een cluster van servers te beheren die in het datacenter van Microsoft staan.

## Geschiedenis
Community Technology Preview (CTP) was de proefperiode voor Microsoft Azure van 2008 tot 2010. Tijdens de CTP konden softwareontwikkelaars gratis de Microsoft Azure SDK en de Windows Azure Tools voor Microsoft Visual Studio downloaden om een cloudomgeving te simuleren op hun eigen systeem. Als ze zich inschreven voor het CTP-programma kregen ze tijdelijk gratis toegang tot de Azure Platform Services om die te testen en Microsoft te helpen bij het debuggen.
Sinds 1 februari 2011 is de uiteindelijke versie van Microsoft Azure op de markt. Ontwikkelaars moeten nu de vastgelegde prijzen betalen als ze verder gebruik willen maken van de diensten.

## Infrastructuur
Microsoft heeft de servers die voor Microsoft Azure gebruikt worden opgedeeld in zogeheten geographies (Nederlands: "geografieën"). Vaak komt de grens van een Azure geography overeen met een landsgrens, dit wordt gedaan om aan de lokale wetgeving en regulering te kunnen voldoen. Een geography in Europa heeft te maken met andere wetten dan bijvoorbeeld in de Verenigde Staten.
Azure geographies kunnen verder opgedeeld worden in Azure regions (Nederlands: "regio's"), een geography is onderverdeeld in minstens twee verschillende regio's. Een regio is gekoppeld aan een andere regio en samen vormen ze een region pair. Wanneer er updates aan het Azureplatform aangebracht worden wordt er één regio per region pair geüpdatet. Elke regio maakt gebruik van zijn eigen netwerkinfrastructuur en is op deze manier onafhankelijk van andere regio's. De datacenters van de regio's staan op lange afstand van elkaar, om het risico te verlagen dat beide regio's in een region pair onbereikbaar zijn.
Azure regions kunnen bestaan uit availability zones (Nederlands: "beschikbaarheidszones") met elk een eigen energievoorziening. Deze beschikbaarheidszones binnen een regio werken onafhankelijk van elkaar en beheren hun eigen datacenters. Sommige datacenters staan onder direct beheer vanuit de regio, omdat niet elke regio beschikbaarheidszones heeft.

## Diensten
Microsoft Azure levert verschillende diensten, ook wel services of resources genoemd, waaronder:
- Windows Azure
- SQL Database[2]
- Azure AppFabric
- Live Mesh
- SharePoint en Dynamics CRM: onderdeel van Office 365

De diensten kunnen zowel los van elkaar als gecombineerd worden gebruikt. Zo kan een organisatie bijvoorbeeld ervoor kiezen enkel gebruik te maken van de computerkracht van Windows Azure en de data op eigen servers op te slaan, of alleen gebruikmaken van SQL Azure voor de opslag van data, maar alle applicaties op eigen servers te draaien.

### Key Vault
Azure Key Vault is een dienst waarmee certificaten en sleutels opgeslagen en gegenereerd kunnen worden. De sleutels kunnen op een hardware security module opgeslagen worden bij een Premium tier Key Vault.

### Management groups
Management groups zijn logische groeperingen om Azure policies en toegang voor gebruikers tot Azure resources te beheren. Een management group kan Azure subscriptions en andere management groups bevatten.

### Resource groups
Resource groups zijn logische containers van diensten waar een gebruiker van Azure gebruik van maakt. Resource groups worden gebruikt om diensten te ordenen of om meerdere diensten tegelijk aan of uit te schakelen. Een dienst of resource kan niet in meerdere resource groups geplaatst worden.

### Security Center
Azure Security Center is een dienst die Azure resources analyseert en daarop gebaseerd beveiligingsaanbevelingen geeft.
Security Center heeft twee lagen: de Free tier (gratis laag) en de Standard tier (standaardlaag). De gratis laag geeft algemene aanbevelingen voor Azure App Service en Azure Virtual Machines. De standaardlaag geeft aanbevelingen voor databases, Container Registry, Key Vault en Kubernetes Service.
Security Center maakt gebruik van Microsoft Threat Intelligence, wat op basis van historische data en machine learning potentiële bedreigingen detecteert.
De beveiligingsanalysen worden in drie types onderverdeeld:
- Policy & Compliance (beleid en naleving)
- Resource Security Hygiene (resourcebeveiligingshygiëne)
- Threat Protection (bedreigingsbeveiliging).

### Sentinel
Azure Sentinel is een dienst die ondersteuning biedt voor het implementeren van SOAR en SIEM. Het houdt bedreigingen in de gaten van Azure services, andere cloudomgevingen en on-premiseomgevingen. Azure Sentinel kan een actie ondernemen bij als een bedreiging is gedetecteerd, deze acties staan gedefinieerd in Playbook Azure Logic Apps.

### Virtual Machine
Azure Virtual Machines zijn IaaS diensten waarbij een virtuele machine beschikbaar wordt gesteld. Het besturingssysteem en de configuratie van de virtuele machine zijn door de gebruiker te beheren.

### Windows Azure
Windows Azure is zoals eerder gezegd het besturingssysteem waar Microsoft gebruik van maakt om de servers in zijn datacenter te beheren. Windows Azure zorgt voor twee belangrijke functies: berekeningen voor en opslag op internet- of cloudapplicaties. Waar mogelijk wordt gebruikgemaakt van aparte applicaties (instances) voor verbinding met Azure en voor berekening. De bestanden worden in Azure niet opgeslagen volgens een relationeel systeem, maar als binaire blobs', tabellen of queues. Mensen die de mogelijkheden van relationele databases nodig hebben kunnen gebruikmaken van de SQL Services.

### SQL Azure
SQL Azure is de naam voor een groep cloud-gebaseerde technieken om met relationele en andere types data te werken. Een eerste techniek is SQL Azure Database, wat niets anders is dan een DBMS binnen de cloud. De databases worden opgeslagen in de Microsoft datacenters en kunnen door verschillende applicaties op verschillende apparaten worden aangesproken. “Huron” Data Sync zorgt zoals de naam al zegt voor synchronisatie tussen de databases van de gebruiker, die vaak op verschillende geografische locaties staan, en SQL Azure Database. Op die manier is de gebruiker er zeker van dat zijn databases altijd up to date zijn.

### Azure AppFabric
Azure AppFabric is het derde belangrijke onderdeel van Microsoft Azure Services. De andere onderdelen zorgen voor het uitvoeren van applicaties en de opslag van data, de Azure AppFabric zorgt voor de toegang tot en veilige verbinding met applicaties en data. Ook .Net Services bestaan uit twee delen: Access Control Service en Service Bus. Met Access Control Service wordt op basis van de identiteit van een gebruiker (of applicatie) bepaald welke rechten die gebruiker heeft op data en software binnen de cloud of binnen een bedrijf.
Service Bus zorgt voor een veilige end-point verbinding. Wanneer een organisatie bijvoorbeeld software van binnen haar bedrijf beschikbaar wil maken op het internet, kan ze een beroep doen op de Service Bus om daar de end-points voor de verbindingen met de software te zetten. Die end-points hebben meestal de vorm van een gewone URL. Een buitenstaander kan een rechtstreekse verbinding maken met de software door gebruik te maken van die URL's en de organisatie hoeft geen poorten open te stellen in haar firewall om die toegang mogelijk te maken.

### Live Services
Live Services hebben te maken met het delen van persoonlijke gebruikersgegevens en worden meestal niet gebruikt in een professionele omgeving.

### SharePoint & Dynamics CRM
Zowel SharePoint als Dynamics CRM Services hebben te maken met samenwerking in een professionele situatie. SharePoint is een platform dat wordt gebruikt voor contacten tussen organisaties, Dynamics CRM wordt gebruikt voor contacten tussen een organisatie en haar klanten.